# Марковеккьо, Альберто
Альберто Андреас Марковеккьо (исп. Alberto Andrés Marcovecchio; 6 марта 1893 — 28 февраля 1958, Авельянеда, Аргентина) — аргентинский футболист, нападающий. Один из лучших нападающих аргентинского футбола начала XX века. Забил за 11 лет более 200 голов.
Марковеккьо — один из семи учредителей клуба «Расинг» и один из лучших игроков за всю историю команды.Вместе с великим футболистом Альберто Оако он стал лучшим бомбардиром команды, с которой выиграл 8 чемпионатов. В 1917 году Альберто был лучшим бомбардиром сезона с 18 голами, а в 1921 году он выиграл свой последний титул и покинул футбол из-за травмы.
За сборную Аргентины Марковеккьо провёл 11 матчей и выступил на дебютном Чемпионате Южной Америки, заняв второе место.

## Награды
- Чемпион Аргентины (8): 1913, 1914, 1915, 1916, 1917, 1918, 1919, 1921
- Обладатель Кубка Славы Муниципалитета Буэнос-Айреса (3): 1913, 1915, 1917
- Обладатель Кубка Карлоса Ибаргурена (5): 1913, 1914, 1916, 1917, 1918
- Обладатель Кубка Славы Коусиньер (1): 1913
- Обладатель Кубка Альдао (2): 1917, 1918